# 1123
| Calendário gregoriano                                                        | 1123 MCXXIII                                         |
| Ab urbe condita                                                              | 1876                                                 |
| Calendário arménio                                                           | 572 – 573                                            |
| Calendário bahá'í                                                            | -721 – -720                                          |
| Calendário budista                                                           | 1667                                                 |
| Calendário chinês                                                            | 3819 – 3820 Início a 30 de janeiro (aproximadamente) |
| Calendário copta                                                             | 839 – 840                                            |
| Calendário etíope                                                            | 1115 – 1116                                          |
| Calendários hindus - Vikram Samvat - Calendário nacional indiano - Cáli Iuga | 1178 – 1179 1044 – 1045 4223 – 4224                  |
| Calendário Holoceno                                                          | 11123                                                |
| Calendário islâmico                                                          | 517 – 518                                            |
| Calendário judaico                                                           | 4883 – 4884                                          |
| Calendário persa                                                             | 501 – 502                                            |
| Calendário rúnico                                                            | 1373                                                 |
| Calendário solar tailandês                                                   | 1666                                                 |

1123 (MCXXIII, na numeração romana) foi um ano comum do século XII do calendário juliano, da Era de Cristo, e a sua letra dominical foi G (52 semanas), teve início numa segunda-feira e terminou também numa segunda-feira.
No território que viria a ser o reino de Portugal estava em vigor a Era de César que já contava 1161 anos.
| Ano completo                         |
| ------------------------------------ |
| Ano comum com início à segunda-feira |

## Eventos
- 18 de março a 6 de abril - Primeiro Concílio de Latrão, concílio ecumênico da Igreja Católica convocado pelo papa Calisto II em dezembro de 1122, imediatamente após a concordata de Worms.
- Concessão de foral a Viseu por D. Teresa.
- Canonização de São David de Gales por papa Calisto II.

## Nascimentos
- Roberto I de Dreux, o Grande — conde de Dreux e senhor do Castelo de Brie-Comte-Robert  (m. 1188).

## Mortes
- 4 de dezembro — Omar Caiam, poeta, matemático e astrónomo persa   (n. 1048).
- Milarepa — mestre do budismo tibetano, mágico, iogue e poeta  (n. 1040).